# Керр, Джон (генерал-губернатор)
Сэр Джон Роберт Керр (англ. John Robert Kerr, 24 сентября 1914, Сидней, Австралийский Союз — 24 марта 1991, Сидней, Австралия) — генерал-губернатор Австралии (1974—1977).

## Биография
В 1938 г. окончил юридический факультет Сиднейского университета.
С 1938 г. работал юристом в штате Новый Южный Уэльс. Во время Второй мировой войны он был сотрудником разведывательной организации, Управления научных исследований и гражданских дел, которое станет известным по многочисленным «теориям заговора». В 1946 г. в звании полковника был уволен с военной службы.
- 1946—1947 гг. — ректор Школы Тихоокеанской администрации, созданной на базе Управления научных исследований,
- 1947—1948 гг. — генеральный секретарь Южно-тихоокеанской комиссии,
- 1948—1956 гг. — работает адвокатом, как член Австралийской лейбористской партии, был активным защитником членов профсоюзов.
- 1953 г. — получает звание королевского адвоката,
- 1966—1972 гг. — судья Федерального арбитражного суда (Содружества Промышленный суд), а затем — ряда других судов. В этот период его политические взгляды становятся все более консервативными, особенно после вступления в Конгресс за свободу культуры (Association for Cultural Freedom), консервативную группу, полностью находившуюся под влиянием ЦРУ. Там он подружился с председателем Верховного суда Австралии,
- 1966—1970 гг. — первый председатель Ассоциации юристов Азии и Западной части Тихого океана.
- 1972—1974 гг. — председатель Верховного суда штата Новый Южный Уэльс,
- 1974—1977 гг. — генерал-губернатор Австралии. В 1975 г. он оказался в центре конституционного кризиса, вызванного конфронтацией имевших большинство в нижней палате лейбористов и контролировавших сенат либералов. Взяв сторону последних, Керр в итоге отправил в отставку премьера Гофа Уитлэма, что было расценено общественностью как превышение полномочий. Недовольство австралийцев генерал-губернатором нарастало, и во время своего визита в Великобританию в марте 1977 г. он обратился к Елизавете II с просьбой об отставке, в декабре того же года она была принята. Тем временем по итогам всеобщих выборов в стране сменился премьер-министр, либерал Малколм Фрейзер предложил Керру пост представителя в ЮНЕСКО. Однако тот под давлением общественности и лейбористов вынужден был отказаться.

Покинув должность генерал-губернатора, жил в основном в Европе, только незадолго до смерти вернувшись в родной Сидней.